# 納里曼·庫爾班諾夫
納里曼·庫爾班諾夫（英語：Nariman Kurbanov，2000年2月16日—）是哈薩克競技體操運動員。曾參加過2017、2018和2019年世界競技體操錦標賽。

## 生涯
他代表哈薩克參加在印尼雅加達舉辦的2018年亞洲運動會，鞍馬項目和男子團體都排名第6。
他在2019年夏季世界大學運動會體操比賽鞍馬項目奪得銀牌。

## 外部連結
- 納里曼·庫爾班諾夫在International Gymnastics Federation（英语）